# Confederação Brasileira de Tênis de Mesa
A Confederação Brasileira de Tênis de Mesa (CBTM) é a entidade máxima responsável pela organização do tênis de mesa no Brasil. Associação de fins não-econômicos, pertencente ao Sistema Nacional do Desporto, se enquadra como uma entidade de administração do desporto, atendendo todos os preceitos da Lei Pelé (Lei nº 9.615/98 e respectivas alterações). É filiada à Federação Internacional de Tênis de Mesa (ITTF), à União Latino-Americana de Tênis de Mesa (ULTM), à Confederação Sul-Americana de Tênis de Mesa (CONSUTEME), ao Comitê Olímpico do Brasil (COB) e ao Comitê Paralímpico Brasileiro (CPB).
Dentre suas atribuições, destacam-se:
- a administração, direção, controle e difusão do Tênis de Mesa no Brasil;
- representação do Brasil em competições internacionais;
- promoção ou autorização para a realização de competições interestaduais ou internacionais em território brasileiro;
- promoção e fomento da prática do tênis em alto nível;
- promoção de cursos técnicos de aprendizagem e aprimoramento do tênis de mesa;
- realização de campeonatos e torneios com uma visão sustentável;
- fomento da prática esportiva, divulgando e incentivando o desporto educacional.

## História da CBTM
A CBTM foi fundada na cidade do Rio de Janeiro no dia 30 de maio de 1979. Até então, a organização das competições nacionais no Brasil ficava a cargo da Confederação Brasileira de Desportos (CBD), que oficializou o esporte em 1942. Seu primeiro presidente foi José Pereira Antelo. Atualmente, a entidade é presidida pelo médico Alaor Gaspar Pinto Azevedo, que completarão o sexto mandato consecutivo no comando da entidade em 2020.
A lista de presidentes da CBTM em toda a História é a seguinte:
- 1979-1982 .... José Pereira Antelo
- 1983-1985 .... José Pereira Antelo
- 1986-1988 .... Alaor Gaspar Pinto Azevedo
- 1989-1991 .... Alaor Gaspar Pinto Azevedo
- 1992-1995 .... Ivam Passos Vinhas
- 1996-2000 .... Alaor Gaspar Pinto Azevedo
- 2001-2004 .... Alaor Gaspar Pinto Azevedo
- 2005-2008 .... Alaor Gaspar Pinto Azevedo
- 2009-2012 .... Alaor Gaspar Pinto Azevedo
- 2013-2016 .... Alaor Gaspar Pinto Azevedo
- 2017-Dias atuais .... Alaor Gaspar Pinto Azevedo

## Pilares da CBTM
- Missão: Organizar e difundir o tênis de mesa no Brasil.
- Visão: Ser considerada a melhor confederação do sistema esportivo brasileiro, até 2020, com excelência na gestão e governança e alcance de resultados de expressão internacional.
- Valores: Integridade e Transparência; Responsabilidade Individual; Cooperação; Agilidade; Interatividade e Inovação

## Desafios
O grande desafio da CBTM tem sido construir uma cultura esportiva em prol do tênis de mesa em território brasileiro, de modo a fomentar a modalidade em suas diferentes manifestações.
Dentre os projetos de fomento, destaque para a construção do projeto “Rota para o Alto Nível”, que começou a colocar o Brasil no mapa mundial do tênis de mesa a partir da Década de 2000.
Com consultores e técnicos internacionais, com destaque para Michel Gadal e Jean René-Mounie, além de outros colaboradores, a CBTM traçou um objetivo ambicioso: ver o Brasil figurando entre as maiores potências globais da modalidade.
Para esta construção, a CBTM precisava de uma mudança no sentido de integrar, em todos os níveis, os princípios da excelência. Tais princípios estão norteados pelos seguintes pilares:
- Processo de seleção
- Organização de competições
- Formação dos treinadores
- Detecção e formação de talentos
- Filosofia de treinamento

Foi a partir deste projeto que surgiram atletas como Hugo Calderano (nº 6 do mundo no Ranking da ITTF em dezembro/2018), Bruna Takahashi, Luca Kumahara, Eric Jouti, Vitor Ishiy e Giulia Takahashi. E foi com ele que as competições nacionais começaram a ganhar projeção e importância, uma vez que é o ambiente de onde os principais talentos do país nascem.
Além dos resultados do tênis de mesa convencional, o Brasil passou a ter destaque, também, no segmento paralímpico, uma vez que se procurou dar a mesma importância, adotar os mesmos princípios e se fazer os mesmos investimentos em favor do esporte adaptado.
Por toda esta composição, a CBTM se vê como amplamente preparada para as demandas e necessidades do futuro, esperando contribuir ainda mais com o desenvolvimento do esporte no Brasil.

## Diretoria

### Comitê Executivo
- Presidente: Alaor Gaspar Pinto Azevedo
- Vice-presidente: Vilmar Schindler
- Secretário geral: Pablo Ribeiro
- CEO: Geraldo Campestrini

### Vice-presidentes Regionais
- REGIONAL NORDESTE 1 - Flavio Alberto Conceição Seixas (Alagoas)
- REGIONAL NORDESTE 2 - Jadelson Ribeiro (Piauí)
- REGIONAL NORTE - David Domingues (Pará)
- REGIONAL LESTE - Luiz Henrique Souza Camanho (Espírito Santo)
- REGIONAL SUL - Edson Marroque (Paraná)
- REGIONAL SUDESTE - Lidney Castro (São Paulo)
- REGIONAL CENTRO - Sandro Abrão (Mato Grosso)

### Beneméritos da CBTM
- CARLOS SADDOCK DE SÁ (In memorian)
- HIROSHI YAOITA (In memorian)
- CLÓVIS DE SOUZA (In memorian)
- JOSÉ ZIPPERER JUNIOR (in memorian)
- IVAM PASSOS VINHAS
- MUTSUO KASAHARA
- KYOZO ABE
- MINAKO TAKAHASHI
- Ricardo Leyser
- MAURÍCIO KOBAYASHI
- IVON SCHINDLER
- Andrew Parsons

## Federações filiadas[4]
- FEDERAÇÃO ALAGOANA DE TÊNIS DE MESA
- FEDERAÇÃO CATARINENSE DE TÊNIS DE MESA
- FEDERAÇÃO DE TÊNIS DE MESA DO AMAPÁ
- FEDERAÇÃO DE TÊNIS DE MESA DE GOIÁS
- FEDERAÇÃO DE TÊNIS DE MESA DO AMAZONAS
- FEDERAÇÃO DE TÊNIS DE MESA DO DISTRITO FEDERAL
- FEDERAÇÃO DE TÊNIS DE MESA DO ESTADO DO RIO DE JANEIRO
- FEDERAÇÃO DE TÊNIS DE MESA DO MATO GROSSO DO SUL
- FEDERAÇÃO DE TÊNIS DE MESA DO PARANÁ
- FEDERAÇÃO DE TÊNIS DE MESA DO PARÁ
- FEDERAÇÃO DOS MESATENISTAS DO CEARÁ
- FEDERAÇÃO ESPIRITOSANTENSE DE TÊNIS DE MESA
- FEDERAÇÃO ESPORTIVA E PARADESPORTIVA DE TÊNIS DE MESA DO RIO GRANDE DO SUL
- FEDERAÇÃO MARANHENSE DE TÊNIS DE MESA
- FEDERAÇÃO MATOGROSSENSE DE TÊNIS DE MESA
- FEDERAÇÃO MINEIRA DE TÊNIS DE MESA OLÍMPICA E PARALÍMPICA
- FEDERAÇÃO PAULISTA DE TÊNIS DE MESA
- FEDERAÇÃO PERNAMBUCANA DE TÊNIS DE MESA
- FEDERAÇÃO PIAUIENSE DE TÊNIS DE MESA
- FEDERAÇÃO POTIGUAR DE TÊNIS DE MESA
- FEDERAÇÃO RONDONIENSE DE TÊNIS DE MESA
- FEDERAÇÃO SERGIPANA DE TÊNIS DE MESA

## Competições regulares
- Campeonato Brasileiro Olímpico – Disputado anualmente, reúne os principais atletas do país em disputas por estados, clubes, individuais e duplas, em todas as categorias, do pré-mirim ao veterano 7.
- Campeonato Brasileiro Paralímpico – Disputado anualmente, reúne os principais paratletas do país em disputas das diversas classes, de 1 a 11.
- Copa Brasil Sul-Sudeste – Com uma ou duas edições anuais em uma cidade da Região Sul ou Sudeste, reúne os principais atletas e paratletas do país em disputas de rating e ranking.
- Copa Brasil Centro-Norte-Nordeste - Com uma ou duas edições anuais em uma cidade da Região Centro-Oeste, Norte ou Nordeste, reúne os principais atletas e paratletas do país em disputas de rating e ranking.